# Гарифулина, Нурдида Кияметдиновна
Нурдида Кияметдиновна Гарифулина (21 марта 1925 — 16 февраля 2022) — передовик советского сельского хозяйства, доярка Ульяновской областной государственной опытной станции животноводства, Майнский район, Герой Социалистического Труда (1973).

## Биография
Родилась в 1925 году в селе Енганаево, Мелекесского уезда Самарской губернии в крестьянской татарской семье.
Завершила обучение в Енганаевской начальной школе. В 1936 году вся семья переехала в учхоз Ульяновского сельскохозяйственного института в посёлок Октябрьский. Рано начала трудиться. В 1936 году стала работать свинаркой в этом хозяйстве. В 15 лет вышла замуж. Её супруг Зенитулла вернулся с фронта инвалидом.
В 1947 году она переезжает в Майнский район, где устраивается на Анненковскую станцию животноводства. Продолжила работать свинаркой, а с 1950 года начала работать дояркой. Являлась передовиком производства, на протяжении ряда лет получала в среднем больше 7000 килограмм молока от каждой закреплённой коровы. Неоднократно была участницей выставок достижений народного хозяйства.
Указом Президиума Верховного Совета СССР от 6 сентября 1973 года за получение высоких результатов в сельском хозяйстве и рекордные показатели в животноводстве Нурдиде Кияметдиновне Гарифулиной было присвоено звание Героя Социалистического Труда с вручением ордена Ленина и медали «Серп и Молот».
Продолжала и дальше трудиться в сельском хозяйстве. С 1980 года на пенсии.
Проживала в городе Ульяновске.
Скончалась 16 февраля 2022 года.

## Награды
За трудовые успехи была удостоена:
- золотая звезда «Серп и Молот» (06.09.1973)
- орден Ленина (06.09.1973)
- Орден Трудового Красного Знамени (27.08.1971)
- другие медали.